# Фредрік Райнфельдт
Фредрік Райнфельдт, Йон Фредрік Рейнфельдт (швед. Fredrik Reinfeldt; нар. 4 серпня 1965, Остераніндж, Стокгольм, Швеція) — — шведський економіст, викладач і колишній політик, прем'єр-міністр Швеції в 2006—2014 роках, а також голова ліберально-консервативної Помірної партії в 2003—2015 роках. Президент Європейської ради в 2009 році.
Обіймав найдовше посаду прем'єр-міністра, який не є соціал-демократом, з часів Еріка Гюстава Бустрьома коли він обіймав цю посаду в 1891—1900 роках. Після поразки на виборах 2014 року Рейнфельдт пішов у відставку з посади очільника партії 10 січня 2015 рік.

## Біографія
Народився в 1965 році у Стокгольмі, був старшим з трьох дітей у сім'ї. У віці 11 років Райнфельдт став головою шкільної ради. По закінченні школи служив в армії, де став представником свого полку в конгресі новобранців шведських збройних сил. Після цього навчався в Стокгольмському університеті за спеціальністю «Економіка і бізнес». Там він очолив студентську партію «Borgerliga Studenter — Opposition '68». Закінчив виш у 1990 році.
У 1983 році 18-річний Райнфельдт вступив в молодіжне крило Помірної коаліційної партії Швеції (ПКПШ). Ставши його лідером в 1990-му, в 1991 році він був обраний до шведського парламенту — Риксдагу. У 2001–2002 роках був головою парламентського комітету по праву.
На виборах 2002 року його партія набрала трохи понад 15 % голосів, показавши найгірший за тридцять років результат. Керівництво ПКПШ було змушено піти у відставку, і 25 жовтня 2003 Райнфельдт був обраний її лідером. Під його керівництвом політична орієнтація партії змістилася у бік центру. Неофіційно її члени навіть стали іменувати себе «новими помірними». Райнфельдт на відміну від своїх попередників був менш критичний щодо так званої «шведської моделі соціалізму». Він запропонував внести ряд змін в чинну систему — наприклад, знизити податок на малозабезпечених і скоротити допомогу з безробіття з метою змусити безробітних зайнятися більш інтенсивним пошуком працевлаштування.
На парламентських виборах 2006 року Фредрік Райнфельдт очолив широку коаліцію «Альянс за Швецію» у складі помірних, лібералів, центристів і християнських демократів. Альянс виграв вибори з перевагою менш ніж у два відсотки голосів.

## Прем'єр-міністр
Відразу після цього спікер Риксдагу Бьерн фон Сюдов звернувся до Райнфельдта з пропозицією сформувати урядову коаліцію на базі «Альянсу за Швецію». Як зазначив тоді сам Райнфельдт, вперше за довгі роки Швеція стояла на порозі формування кабінету більшості. 4 жовтня 2006 новий спікер парламенту Пер Вестерберг вніс кандидатуру лідера парламентської коаліції на пост прем'єр-міністра Швеції. Наступного дня Райнфельдт був обраний на цю посаду 175 голосами за при 169 голосах проти. 41-річний Райнфельдт став третім наймолодшим прем'єром в історії королівства.
З 1 липня по 1 грудня 2009 року він очолював Європейську раду, поки Швеція була головою Ради Євросоюзу. «Приймемо виклик» — таким було гасло Райнфельдта під час президентства його країни в ЄС. Прем'єр-міністр і його команда сприяли формуванню загальноєвропейської політики в питанні забруднення навколишнього середовища, домагалися прийняття Лісабонського договору, — попри труднощі, з якими цей процес стикався в Ірландії та Чехії. Фредрік Райнфельдт також відкрито виступав за прийняття Туреччини до складу ЄС, у зв'язку з чим піддавався критиці з боку інших європейських лідерів. В цілому Швеція при Райнфельдт повернулася обличчям до Європи та США, а Помірна коаліційна партія навіть висловилася на користь вступу Швеції в єврозону і НАТО.
У 2010 році блок Райнфельдта «Альянс за Швецію» переміг на загальнонаціональних парламентських виборах, набравши понад 49 % голосів, однак позбувся більшості у Риксдазі. Альянсу дісталося 172 мандати з 349.

## Сім'я
У березні 2012 року розлучився з дружиною Філіппою після 20 років шлюбу. Має трьох дітей.